# Тетраграматон
Тетраграматон (грч. τετραγράμματον — четворословац) је хебрејски теоним יהוה, обично пресловљаван на латиницу као YHWH. То је лично име националног бога Израелита у Старом завјету. YHWH се користи у академским студијама англосфере, али у употреби може бити и YHVH, JHVH и JHWH.
Иако је Јахве најомиљенији међу јеврејским научницима и широко распрострањено и прихваћено као древни изговор тетраграматона, Јехова се још увијек користи у неким преводима Библије. Самарићани користе изговор iabe. Неки извори црквених отаца свједоче за грчки изговор .